# Beogradski Sindikat
Beogradski Sindikat (serbisch-kyrillisch Београдски Синдикат) ist eine Hip-Hop-Gruppe aus der serbischen Hauptstadt Belgrad. Beogradski Sindikat zählt zu den Wegbereitern der zweiten Welle des serbischen Hip-Hops.
Die Gruppe ist bekannt für ihre gesellschaftskritischen Texte, insbesondere in Bezug auf politische Korruption, Propaganda und Misswirtschaft in Serbien und auf dem Balkan. Weitere Themenschwerpunkte liegen in der Idealisierung des freundschaftlichen Zusammenseins, Zugehörigkeitsgefühlen zur Stadt Belgrad und Patriotismus für die serbische Kultur und der Serbisch-Orthodoxen Kirche, sowie Ablehnung ausländischen politischen Einflusses auf Serbien. Aufgrund ihrer kritischen Natur, wurden die Texte der Gruppe durch Milo Đukanović, den Staatspräsidenten Montenegros, als Verleumdung beschrieben.

## Geschichte
Die Gruppe gründete sich am 21. März 1999 durch den Zusammenschluss der Gruppen Red Zmaja und TUMZ zusammen mit den Rappern „MC Flex“ und „Šef Sale“. Als neue Mitglieder kamen 2004 „Prota“ und 2006 „DJ IRon“ hinzu.
Ihr erstes Album BSSST … Tišinčina (dt. Pssst … Ruhe)  veröffentlichten sie im Jahr 2002. Es folgte das zweite Album Svi Zajedno (dt. Alle zusammen) im Jahr 2005, welches durch die populäre Singleauskopplung Govedina (Beef, September 2002), ein Lied gegen die Politik Serbien und Montenegros, große Berühmtheit erlangte. Die Single Oni su (dt. Sie sind) wurde im Dezember 2006 veröffentlicht. Im Juli 2010 erschien das Album Diskretni Heroji, das auf der Website der Gruppe kostenlos zum Download angeboten wurde.
Am 28. April 2012 gaben sie in der Belgrader Štark-Arena ein Konzert vor ca. 20.000 Zuschauern, welches ihr bisher größtes Konzert war.
Nach einer fünfjährigen Pause veröffentlichte Beogradski Sindikat im November 2015 die neue Single „BS Armija“. In diesem Zusammenhang hat Beogradski Sindikat angegeben, in Zukunft vorerst keine weiteren Alben zu produzieren, sondern neue Lieder nur noch in Form von Singles zu veröffentlichen. Letztlich kam 2023 das Album „Sindikalno Proleće“ raus. 

## Engagement
Am 18. Februar 2007 organisierten sie ein kostenloses Konzert für die Erhaltung eines Parks in dem Belgrader Stadtbezirk Zvezdara.
Des Weiteren ist bekannt, dass sie gemeinnützige serbische Organisationen wie „Mladi za Kosmet“ und „Srbi za Srbe“ offen bewerben und unterstützen.
Außerdem traten sie kostenlos in Gefängnissen und Strafanstalten in ganz Serbien auf.

## Diskografie

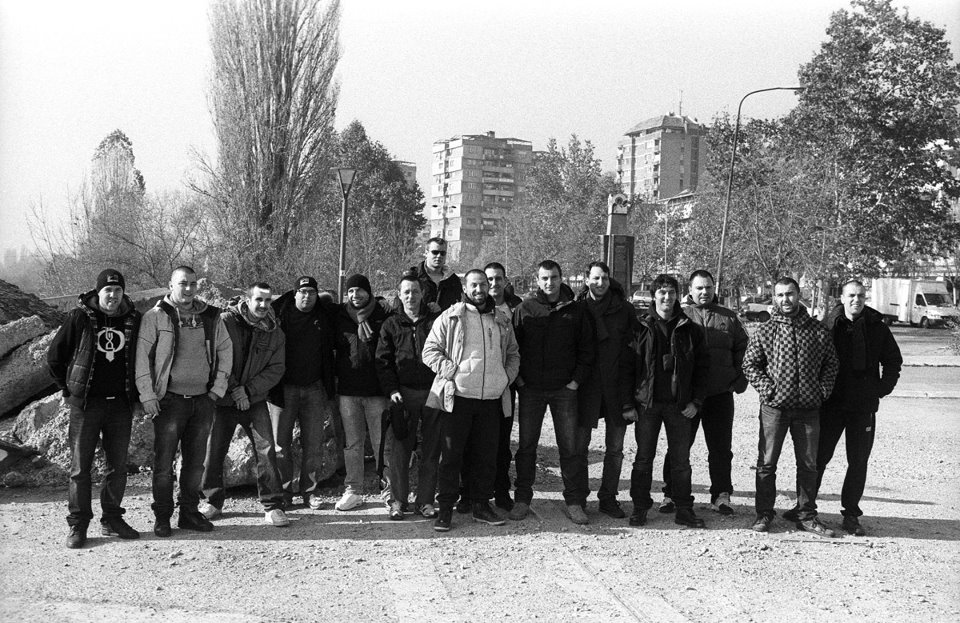
Beogradski Sindikat in Kosovska Mitrovica (2012)

### Alben
- 2001: BSSST … Tišinčina!
- 2005: Svi zajedno
- 2010: Diskretni Heroji
- 2023: Sindikalno Proleće
- 2025: El Salvador

### EPs
- 2002: Govedina
- 2006: Oni Su

### Singles
- 2001: Divljina
- 2005: Ja u životu imam sve
- 2005: Alalvera
- 2006: Mi smo ta ekipa
- 2010: Balada disidenta
- 2010: Svedok Saradnik
- 2015: BS Armija
- 2016: Sistem te laže
- 2016: Kasno je
- 2017: Sindikalna priča
- 2018: Pišam po sirotinji
- 2018: Neuništivi
- 2018: Dogodine u Prizrenu
- 2019: Druže
- 2020: Sviće zora
- 2020: Izvini Srbijo
- 2021: Danima
- 2021: Dan po dan
- 2021: I dalje kidam
- 2022: Jedina Srpska (mit Danica Crnogorčević)
- 2022: Moja sudbina
- 2022: Ljubav u inat
- 2022: Medju Zvezdama
- 2022: Stara Garda
- 2022: Naša stvar
- 2023: Čekam sreću
- 2023: Sparta